# Helixanthera pulchra
Helixanthera pulchra là một loài thực vật có hoa trong họ Loranthaceae. Loài này được (DC.) Danser mô tả khoa học đầu tiên năm 1929.